# 판단
판단(判斷) 또는 심판(審判)은 어떠한 일에 대해 증거에 근거하여 평가하는 것을 말한다.
아리스토텔레스는 용어의 서로 다른 용도가 존재하는 경우 그 용도가 실제로 다른지 확인하는 데 도움이 되도록 용어의 다양한 용도의 반대를 생각해야 한다고 이야기했다. 일부 반대 표현은 해당 용도가 실제로 구별된다는 점을 입증하는 데 도움이 된다:
인지심리학
인지심리학(그리고 실험 철학이나 실험경제학과 같은 관련 분야)에서 판단은 개인이 추론하고, 결정을 내리고, 신념과 의견을 형성하는 일련의 인지 과정(총칭하여 판단과 의사 결정, 약어로 JDM)의 일부이다. 여기에는 정보 평가, 증거 평가, 선택 및 결론 도출이 포함된다. 판단은 인지 편향, 경험적 방법, 사전 경험, 사회적 맥락, 능력(예: 수리력, 확률적 사고) 및 심리적 특성(예: 분석적 추론 경향)의 영향을 받는 경우가 많다. 연구에 있어서 판단과 의사결정 학회는 해당 주제를 전문으로 하는 국제 학술 학회이다. 그들은 동료 검토 저널인 판단과 의사결정(Judgment and Decision Making)을 출판한다.
비공식
의견을 사실로 표현함.
심리학의 비공식
일반적으로 지혜 또는 분별력이라고 불리는 특정 개인의 인지 능력 및 판결 능력의 품질과 관련하여 사용된다. 반대 용어에는 어리 석음이나 무분별함이 포함된다.
공식
비교를 통해 하나의 진술 또는 다른 진술을 긍정하거나 거부하는 정신적 행위이다. 판단은 용어와 관련된 명제를 형성하기 위한 의미로서 단어 또는 대수 기호의 형태로 합의된 용어를 사용하여 다른 사람에게 전달되며, 추가로 주장된 "관계"의 의미는 판단을 이해하려는 사람들에 의해 해석된다.
법적(Legal)
법적 재판의 맥락에서 "판결"이라고 하는 증거의 고려된 평가를 기반으로 최종 판결, 진술 또는 판결을 지칭하는 데 사용된다. 반대의 경우에는 판결이 정지되거나 연기될 수 있다. 자세한 설명은 판결 문서를 참고할 것.

## 같이 보기
- 인신 공격의 오류
- 편향
- 선택
- 명예훼손
- 차별
- 가스라이팅
- 뉘른베르크 재판 (영화)
- 프로네시스
- 편견
- 이해
- 가치판단